# Nukkariti
I Nukkariti (arabo ﻧﻜﺎﺭة o ﻧﻜﺎﺭﻳـة ) - detti anche Yazīdiyya, Shaʿbiyya, Najwiyya, Nakkātha o Mulḥida - furono una branca  kharigita della ʿIbādiyya (cfr. Ibaditi), attiva verso la fine dell'VIII secolo d.C. in Nordafrica.
Essa sarebbe sorta in conseguenza del mancato riconoscimento nel 788 da parte di alcuni kharigiti della legittimità della designazione a suo successore di ʿAbd al-Wahhāb ibn ʿAbd al-Raḥmān ibn Rustum (reg. 788-824), figlio di ʿAbd al-Raḥmān ibn Rustum (reg. 778-788), fondatore dell'Emirato ibadita rustemide di Tāhart (oggi Tiaret, o in berbero, Tagdemt, in Algeria).
Tale mancato riconoscimento - motivato dal fatto che ʿAbd al-Wahhāb non intendeva ottemperare all'obbligo di operare in stretta connessione con una shūrā (Consiglio) e di lasciare la sua carica di Guida (Imām) della comunità nell'eventualità che un fedele fosse migliore di lui sotto il profilo dottrinario e politico - determinò il nome degli scissionisti (la radice araba <n-k-r> significa infatti "rifiutare").
Secondo il grande storico polacco, Tadeusz Lewicki, il massimo consenso fu conseguito dai Nukkariti solo dopo lo spostamento verso l'Egitto dei Fatimidi, che lasciarono il Nordafrica ai loro vassalli Ziriti. Un tentativo di rovesciamento dell'Imamato fatimide, organizzato proprio dai Nukkariti guidati da Abū Yazīd Makhlad b. Kaydād, giunse nella prima metà del X secolo a un passo dal cogliere un clamoroso successo. Due nuovi attacchi ai Fatimidi furono inutilmente tentati nel 968-9 e nella prima metà dell'XI secolo. Scarse sopravvivenze resistono ancor oggi in Tunisia, a Zawāgha e nell'isola di Jerba. 